# Wollhaarkäfer
Die Wollhaarkäfer (Dasytidae) sind eine Familie der Käfer aus der Überfamilie Cleroidea, zu der als bekannteste Familie die Buntkäfer gehören.

## Anatomische Merkmale
Die Wollhaarkäfer sind anatomisch gesehen eine gut abgrenzbare Familie. Der Körper ist struppig behaart. Die Vorderhüften sind mehr oder weniger zapfenförmig nach unten hängend. Sie berühren sich auf der Innenseite. Sie sind in den Vorderhüfthöhlen eingelenkt, die nach hinten offen sind. Die Hinterhüften dagegen sind horizontal gestellt. Der Hinterleib hat sechs, seltener fünf sichtbare Bauchplatten (Sternite). Die Tarsen sind alle fünfgliedrig, auch das vierte Glied ist deutlich sichtbar. Das Krallenglied ist in aller Regel nicht einfach, sondern gezähnt oder mit einem Paar Hautlappen versehen. Der Halsschild ist seitlich scharf gerandet. Die Fühler sind fadenförmig und mehr oder weniger gesägt. Der männliche Geschlechtsapparat ist relativ einheitlich gebaut. Der Penis ist ein mehr oder weniger gebogenes Rohr, das ein- oder zweispitzig endet. Die dünnen Parameren entspringen auf der Ventralseite und vereinigen sich auf der Dorsalseite in einer mehr oder weniger stark chitinisierten Brücke.

## Biologische Merkmale
Soweit bekannt, leben die Larven räuberisch in alten Hölzern, die Käfer findet man an Blüten.  Sie spielen als Bestäuber eine wichtige Rolle.

## Systematik
Die Familie ist weltweit verbreitet. In Russland werden 45 Arten geschätzt. Weltweit werden 25 Gattungen geführt. In Europa kommen 16 Gattungen vor. Hier die Liste der Unterfamilien und Gattungen in Europa mit einer Auswahl an Arten:
- Chaetomalachinae
  - Chaetomalachius
  - Dasytidius
  - Dasytiscus
  - Haplithrix
- Danaceinae
  - Amauronia
  - Danacea
  - Mauroania
  - Pseudamauronia
- Dasytinae
  - Allotarsus
  - Dasytes
    - Dasytes aeratus
    - Blauer Wollhaarkäfer (Dasytes caeruleus)
    - Dasytes niger
    - Dasytes plumbeus

  - Divales
  - Dolichophron
  - Dolichosoma
    - Dolichosoma lineare

  - Enicopus
  - Graellsinus
  - Psilothrix
  - Trochantodon